# Euryzeargyra sumatrensis
Euryzeargyra sumatrensis là một loài bọ cánh cứng trong họ Cerambycidae.